# مايكل أنجارانو
مايكل أنجارانو (بالإنجليزية: Michael Angarano)‏ مواليد 3 ديسمبر 1987 في بروكلين، نيويورك، الولايات المتحدة، هو ممثل أمريكي بدأ مسيرته الفنية عام 1997.

## الأعمال
- بالكاد مشهور
- سيبيسكيت
- أسياد دوقتون
- 24
- المملكة المحرمة

## روابط خارجية
- مايكل أنجارانو على موقع IMDb (الإنجليزية)
- مايكل أنجارانو على موقع روتن توميتوز (الإنجليزية)
- مايكل أنجارانو على موقع ألو سيني (الفرنسية)
- مايكل أنجارانو على موقع تيرنر كلاسيك موفيز (الإنجليزية)
- مايكل أنجارانو على موقع أول موفي (الإنجليزية)
- مايكل أنجارانو على موقع قاعدة بيانات الأفلام السويدية (السويدية)
- مايكل أنجارانو على موقع إن إن دي بي (الإنجليزية)
- مايكل أنجارانو على موقع قاعدة بيانات الفيلم (الإنجليزية)
- مايكل أنجارانو على موقع كينوبويسك (الروسية)